# Космічна програма «New Frontiers»

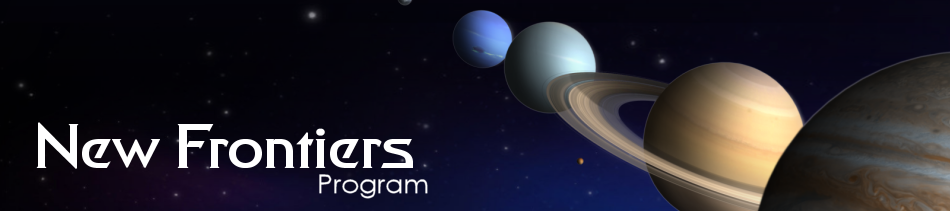
Зображення з сайту космічної програми «New Frontiers», січень 2016 року.

New Frontiers (Нові рубежі) — космічна програма NASA створена для дослідження Сонячної системи, у тому числі карликової планети Плутон.
Програма «Нові рубежі» створена на інноваційному підході, який використовується у програмах Discovery і Explorer. Програма призначена для місій середнього класу, які не можуть бути здійснені в межах вартості і часу програми Discovery, проте не такі масштабні, як місії класу Flagship. Наразі успішно працюють три апарати, запущені за програмою New Frontiers: New Horizons, який був запущений у 2006 році і досяг Плутона в 2015 році, «Юнона», який був запущений у 2011 році і вийшов на орбіту Юпітера у 2016 році, і OSIRIS-REx, запущений у вересні 2016 року до астероїда Бенну для детального його вивчення з 2018 до 2021 року і повернення зразків на Землю у 2023 році.

## Історія
Програма New Frontiers розроблялась і керувалась NASA, фінансування відбувалося за рахунок грантів Конгресу у 2002 і 2003 роках. Цією роботою керували двоє досвідчених науковців — Едвард Вейлер (Edward Weiler) і Колін Гартман (Colleen Hartman). Місія до Плутона вже була обрана ще до схвалення програми та до її фінансування, таким чином, місію було названо «Нові обрії», вона була «дідусем» програми «Нові рубежі». У публікації Planetary Science Decadal Survey Національної академії наук у 2003 році були визначені напрямки, які слугували орієнтирами для першого конкурсу програми. Назва програми була обрана Колін Гартман, назва базувалась на словах президента США Джона Кеннеді, що він їх промовив у 1960 році «Сьогодні ми стоїмо на краю нової межі».
Приклади запропонованих місій, які включають кілька місій із десятилітнім дослідженням об'єктів.
- З програми «Нові обрії» у Сонячній системі: Інтегрована дослідницька стратегія
  - Kuiper Belt Pluto Explorer (реалізовано у місії «Нові обрії»)
  - Jupiter Polar Orbiter з зондами (реалізовано у «Юноні»)
  - Venus In Situ Explorer
  - Місія з повернення на Землю зразків з Басейну Південного полюса — Ейткен
- Місія з повернення зразків з поверхні комети (також див. OSIRIS-REx та Розетта)

- З пропозицій Planetary Science у період 2013—2022:
  - Io Volcano Observer
  - Lunar Geophysical Network
  - Saturn Atmospheric Entry Probe
  - Місія до троянців.

## Діючі місії

### New Horizons (Нові обрії 1)
New Horizons, місія до Плутона, була запущена 19 січня 2006 р. Після гравітаційного маневру довкола Юпітера у лютому 2007 р. апарат рушив до Плутона. Головна місія відбулася у липні 2015 року і КА був направлений до одного з об'єктів пояса Койпера під назвою 2014 MU69, якого апарат досягне 1 січня 2019 року. Існує концепт ще однієї місії — New Horizons 2, яка наразі призупинена.

### Юнона (Нові обрії 2)

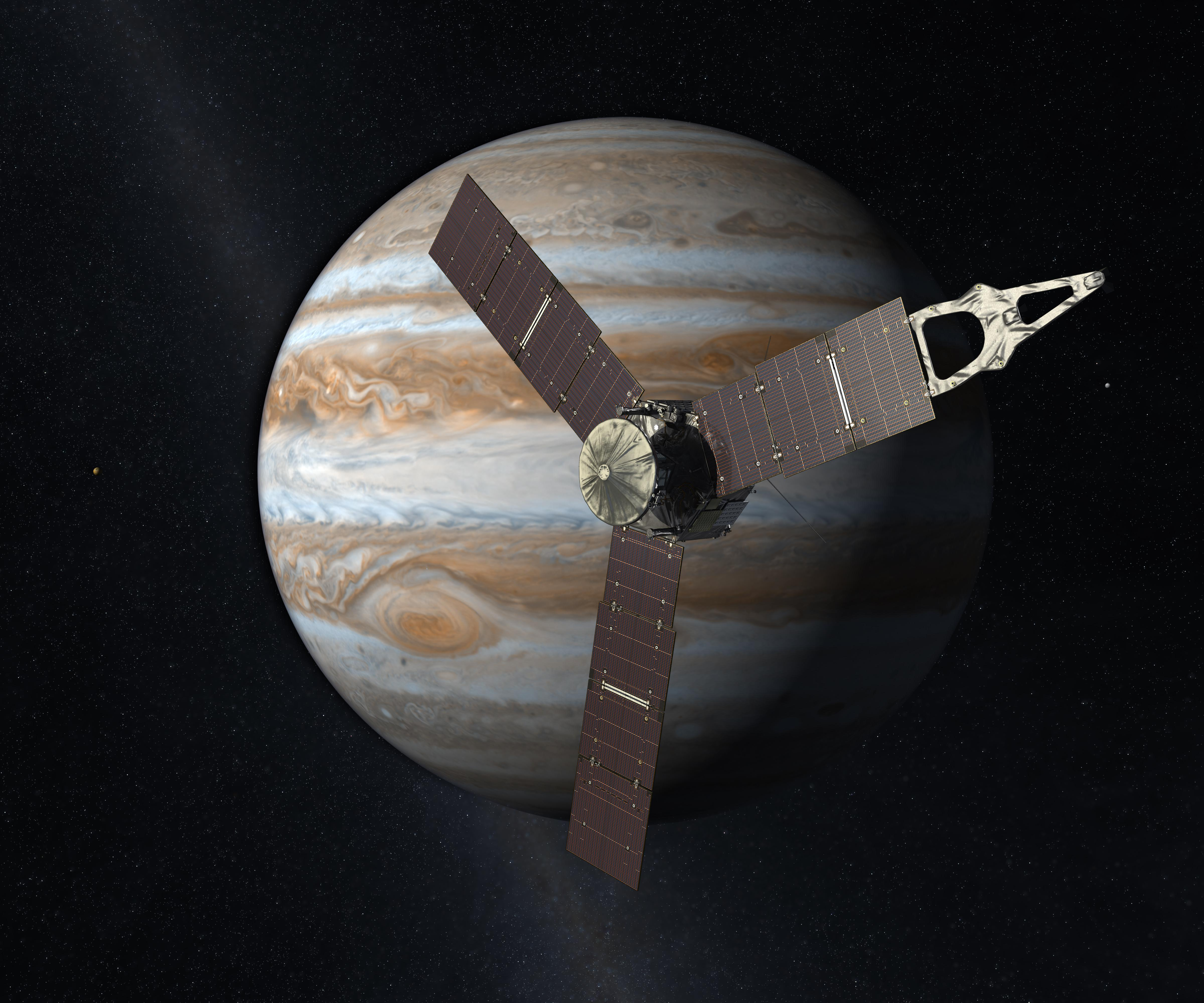
Апарат Юнона біля Юпітера в уяві художника

Космічна місія «Юнона» призначена для дослідження Юпітера. КА був запущений 5 серпня 2011 і прибув до системи Юпітера в липні 2016 р. Це перший апарат із сонячними панелями для дослідження зовнішніх планет. Апарат був розміщений на полярній орбіті для вивчення магнітного поля і внутрішньої структури планети. Космічний апарат «Галілео», направлений до Юпітера, розширив уявлення щодо верхньої атмосфери, однак майбутнє дослідження Юпітера має вирішальне значення не тільки для розуміння походження й природи Сонячної системи, а й для гігантських екзопланет в цілому. Дослідження «Юноною» Юпітера має за мету:
- Зрозуміти основні динамічні і структурні властивості через визначення маси і розмірів ядра Юпітера, гравітаційного та магнітного полів, внутрішньої конвекції;
- Здійснити вимірювання складу атмосфери, зокрема зміст конденсованого газу (H2O, NH3, CH4 і H2S), температуру атмосфери Юпітера, швидкість вітрів, і прозорість хмар на більш великих глибинах, ніж це зробив зонд Галілео з метою досягти 100 бар в кількох широтах; і
- Дослідити і схарактеризувати тривимірну структуру полярної магнітосфери Юпітера.

### OSIRIS-REx (Нові обрії 3)

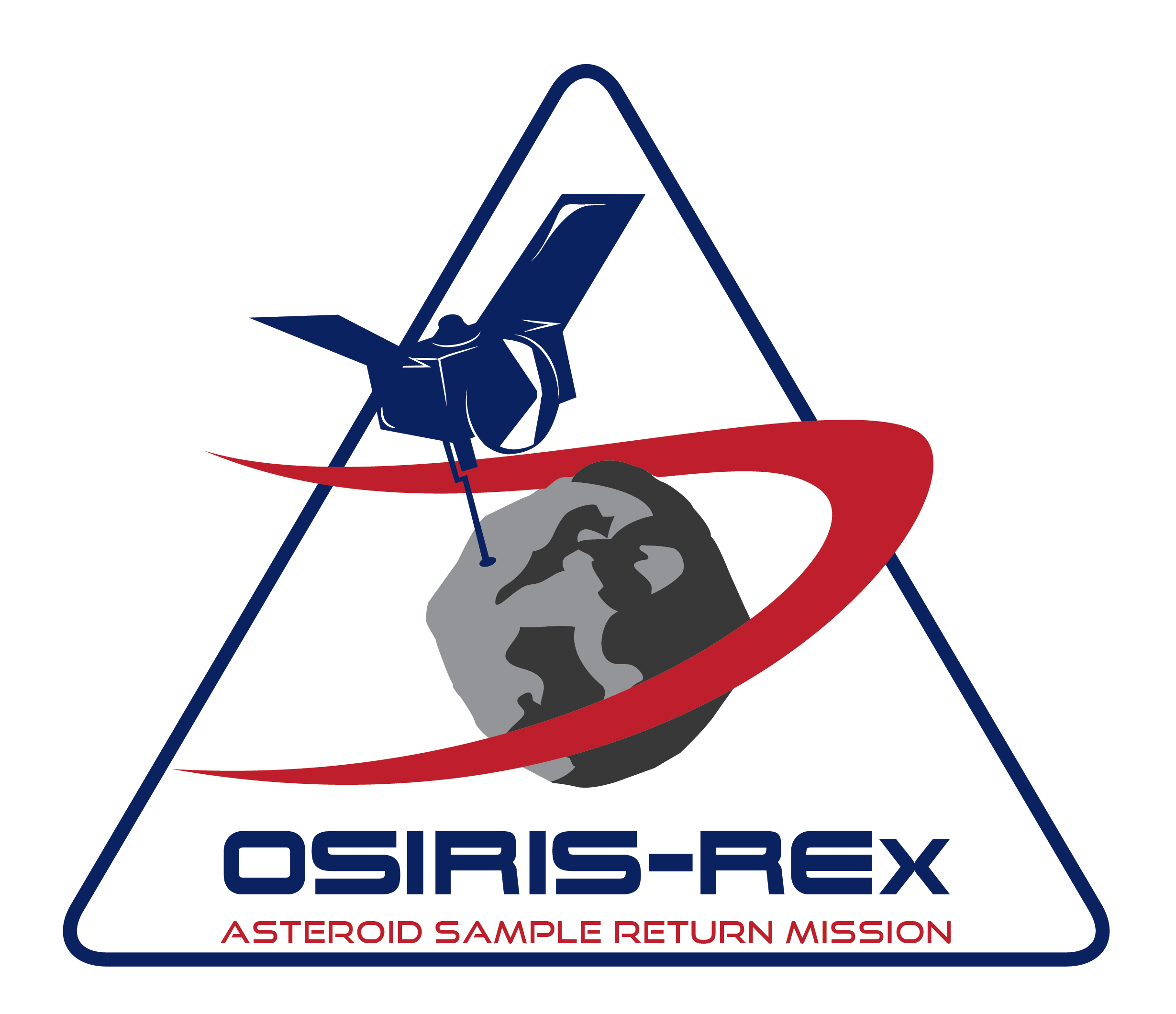
Емблема місії

OSIRIS-REx можна розшифрувати як «походження, спектральна інтерпретація, ідентифікація ресурсів, безпека, дослідник реголіту». В планах місії — прибути на орбіту астероїда 101955 Bennu до 2020. Після здійснення вимірювань, апарат має зібрати зразки з поверхні астероїда і повернутись на Землю у 2023 році. Вартість місії, разом з ракетою-носієм становить 800$ млн. Зразки з комети допоможуть науковцям відповісти на давні питання щодо формування Сонячної системи і походження комплексу органічних молекул необхідних для виникнення життя.
Астероїд Бенну — потенційно небезпечний для Землі, у 2100-х шанси на зіткнення з астероїдом складатимуть 0.07 %, тому, необхідно зробити вимірювання і визначити ефект Ярковського для астероїда.

## Майбутні місії програми

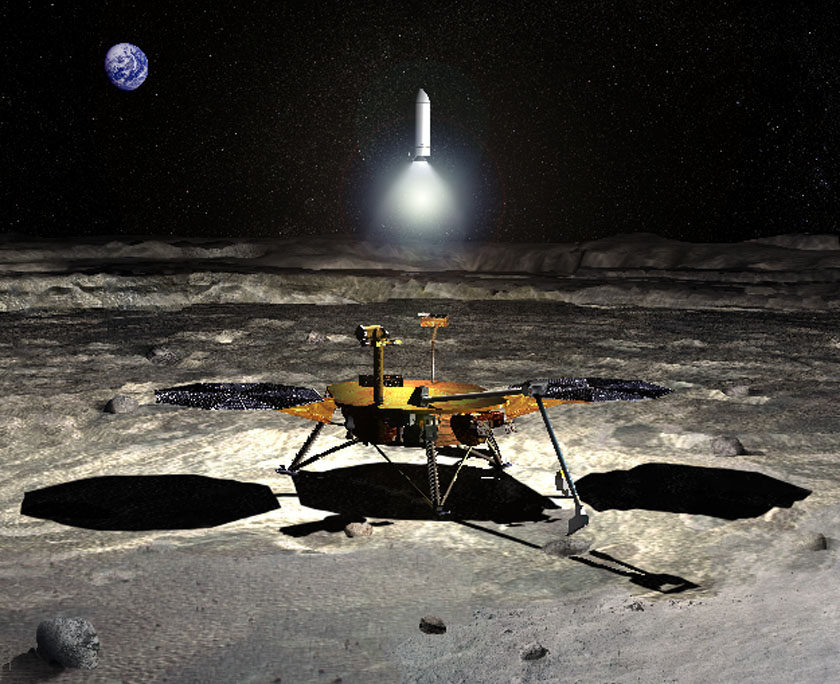
Концепт місії з повернення зразків з поверхні Місяця

Конкурс щодо четвертої місії почався у 2017 році, NASA мало обрати кілька концептів до листопада 2017 року, переможця мали обрати 2019 року, а запуск планували здійснити у 2024. Розробники могли пропонувати застосування БРІТЕГ і NEXT. Комітет Planetary Science Decadal Survey 2013—2022 окреслив сім наукових напрямків:
- Повернення зразків із поверхні комети — приземлення на ядро комети й повернення зразків на Землю.
- Io Observer — космічний апарат для дослідження внутрішньої структури і механіки супутника Юпітера — Іо.
- Lunar Geophysical Network — кілька ідентичних спускних апаратів для проведення геофізичних досліджень Місяця.
- Місія з повернення на Землю зразків із кратера Місяця — Басейн Південного полюса — Ейткен.
- Зонд до Сатурна — спрямування зонда в атмосферу Сатурна.
- Дослідження троянців — дослідження двох або більше троянських астероїдів.
- Venus In Situ Explorer — дослідження атмосфери Венери, яке включає спускний апарат.

20 грудня 2017 року оголосили фіналістів. Ними стали дві місії — Dragonfly — гвинтокрилий космічний літальний апарат для дослідження Титана — найбільшого супутника Сатурна та CAESAR — космічний апарат для дослідження й повернення зразків на Землю з комети Чурюмова — Герасименко.
Обидві місії отримали $4 млн для подальшої розробки концептів до кінця 2018 року. 27 червня 2019 року NASA оголосило про вибір Dragonfly як місії New Frontiers 4 для запуску у 2026. Станом на лютий 2025 року запуск космічного зонда заплановано на липень 2028 року.